# Plamka Airy’ego

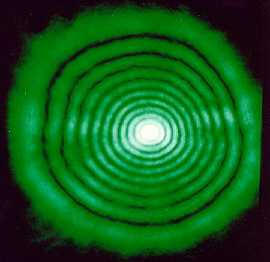
Dyfrakcja światła lasera na otworze kołowym

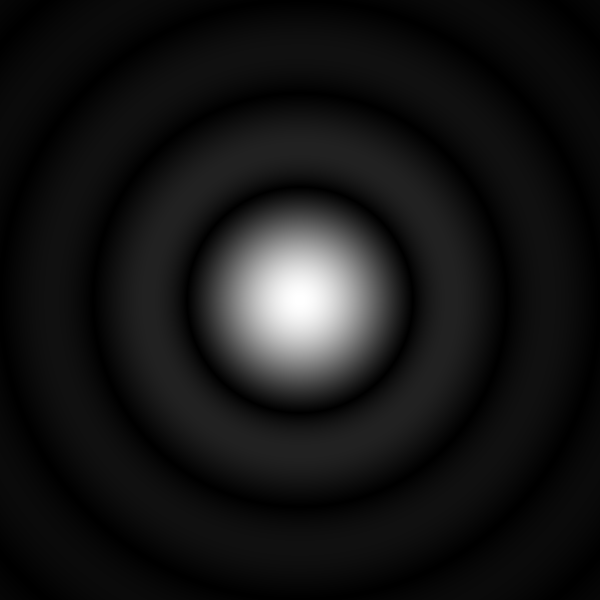
Wygląd plamki Airy’ego, symulacja komputerowa

Plamka Airy’ego, krążek Airy’ego – obraz w postaci jasnej plamki oraz jasnych i ciemnych okręgów powstający w wyniku dyfrakcji światła na otworze kołowym. Sposób powstawania plamki opisał po raz pierwszy George Airy w pracy z 1835 roku.

## Natura zjawiska

### Obserwowany efekt
Zgodnie z prawami optyki geometrycznej za otworem kołowym na ekranie powinien powstać również kołowy obraz o średnicy zbliżonej do rozmiarów otworu. W miarę zmniejszania się średnicy otworu, średnica obrazu też powinna maleć. Obserwuje się jednak zjawisko dokładnie odwrotne – średnica obrazu rośnie, chociaż robi się on coraz słabszy. Ponadto obraz nie jest jednorodnym kołem, a jasną plamką otoczoną na przemian jasnymi i ciemnymi pierścieniami (prążkami).

### Wyjaśnienie fizyczne
Zgodnie z zasadą Huygensa, każdy punkt otworu staje się źródłem fali kulistej. Fale pochodzące z różnych stref otworu interferują ze sobą dając tzw. obraz dyfrakcyjny. Powstanie obrazu dyfrakcyjnego (obszarów jaśniejszych i ciemniejszych) jest możliwe, ponieważ istnieje ograniczenie w postaci brzegu otworu, dzięki czemu za otworem nie powstaje fala płaska. Mówi się też, że światło ugina się na brzegach otworu (ulega dyfrakcji).

### Opis formalny
Kątowe rozmiary poszczególnych ciemnych pierścieni wyrażone są wzorem
{\displaystyle \theta _{n}=\arcsin \left({\frac {J(n)\lambda }{d}}\right),}
a wobec niewielkich wartości kątów {\displaystyle \theta _{n}} wzór ten można zapisać prościej
{\displaystyle \theta _{n}\approx {\frac {J(n)\lambda }{d}},}
gdzie:
{\displaystyle d} – średnica otworu,
{\displaystyle \lambda } – długość fali świetlnej,
{\displaystyle n} – rząd widma (numer ciemnego pierścienia licząc od środka obrazu),
{\displaystyle J(n)} – funkcja Bessela pierwszego rzędu.
Wzór ten został wyprowadzony również przez Airy’ego w 1835 roku Widać z niego, że istotnie, zmniejszanie średnicy otworu {\displaystyle d} powoduje zwiększanie rozmiaru kątowego pierścieni.
| Rząd widma           | 1     | 2     | 3     | 4     | 5     |
| -------------------- | ----- | ----- | ----- | ----- | ----- |
| {\displaystyle J(n)} | 1,220 | 2,233 | 3,238 | 4,241 | 5,243 |

### Znaczenie historyczne
Obserwacja Airy’ego potwierdzona późniejszymi obliczeniami była kolejnym, po doświadczeniu Younga, potwierdzeniem falowej natury światła.

## Wpływ na zdolność rozdzielczą przyrządów
Plamkę Airy’ego można zaobserwować jako obraz punktu powstający przy przejściu światła przez układ optyczny bez aberracji z kołową przesłoną aperturową. Powstawanie takich niepunktowych obrazów powoduje, ograniczenie możliwości rozróżniania szczegółów przez układ optyczny, np. mikroskop czy teleskop. Dlatego występowanie dyfrakcji ogranicza zdolność rozdzielczą przyrządów optycznych.
Średnica plamki Airy’ego w ognisku teleskopu o średnicy czynnej {\displaystyle d} i ogniskowej {\displaystyle f} dla długości fali {\displaystyle \lambda } wynosi:
{\displaystyle D=2{,}43932\,\lambda \,{\frac {f}{d}}}